# Jiangkou, Guangdong
Jiangkou (kinesiska:江口)  är ett stadsdelsdistrikt i sydöstra Kina. Det är centralorten i Fengkai härad i staden Zhaoqing i provinsen Guangdong, omkring 180 kilometer väster om provinshuvudstaden Guangzhou. Antalet invånare är 65 160. Befolkningen består av 31 361 kvinnor och 33 799 män. Barn under 15 år utgör 17,0 %, vuxna 15-64 år 72 %, och äldre över 65 år 9,0 %.